# Serie A1 w piłce siatkowej mężczyzn (2020/2021)
Serie A1 siatkarzy 2020/2021 – 76. sezon walki o mistrzostwo Włoch organizowany przez Lega Pallavolo Serie A pod egidą Włoskiego Związku Piłki Siatkowej (wł. Federazione Italiana Pallavolo, FIPAV).

## Drużyny uczestniczące
| \| \| Uczestnicy poprzedniej edycji \| \| \| \| --------------------------------------------------------------------------------------------------------------------------------------------------------------------------------- \| ------------------------------------ \| -- \| ------ \| \| LUB \| Cucine Lube Civitanova \| 1 \| LM \| \| MOD \| Leo Shoes Modena \| 2 \| LM \| \| PER \| Sir Safety Conad Perugia \| 3 \| LM \| \| TRE \| Itas Trentino \| 4 \| el. LM \| \| MIL \| Allianz Milano \| 5 \| Ch \| \| RAW \| Consar Rawenna \| 6 \| \| \| PAD \| Kioene Padwa \| 7 \| \| \| WER \| NBV Werona \| 8 \| \| \| MON \| Vero Volley Monza \| 9 \| \| \| PIA \| Gas Sales Bluenergy Piacenza \| 10 \| \| \| CIS \| Top Volley Cisterna \| 11 \| \| \| CAL \| Tonno Callipo Calabria Vibo Valentia \| 12 \| \| \| Oznaczenia: - kolumna pierwsza – skróty nazw drużyn wpisane na mapie (jeśli ta została zamieszczona), - kolumna trzecia – miejsce zajęte przez daną drużynę w poprzednim sezonie. \| \| \| \| | LUBMODPERTREMILRAWPADWERMONPIACISCAL Lokalizacja klubów |    |        |
| | Uczestnicy poprzedniej edycji                           |    |        |
| LUB | Cucine Lube Civitanova                                  | 1  | LM     |
| MOD | Leo Shoes Modena                                        | 2  | LM     |
| PER | Sir Safety Conad Perugia                                | 3  | LM     |
| TRE | Itas Trentino                                           | 4  | el. LM |
| MIL | Allianz Milano                                          | 5  | Ch     |
| RAW | Consar Rawenna                                          | 6  |        |
| PAD | Kioene Padwa                                            | 7  |        |
| WER | NBV Werona                                              | 8  |        |
| MON | Vero Volley Monza                                       | 9  |        |
| PIA | Gas Sales Bluenergy Piacenza                            | 10 |        |
| CIS | Top Volley Cisterna                                     | 11 |        |
| CAL | Tonno Callipo Calabria Vibo Valentia                    | 12 |        |
| Oznaczenia: - kolumna pierwsza – skróty nazw drużyn wpisane na mapie (jeśli ta została zamieszczona), - kolumna trzecia – miejsce zajęte przez daną drużynę w poprzednim sezonie. |                                                         |    |        |

## Hale sportowe
| Klub                                 | Hala sportowa          | Liczba miejsc siedzących |
| ------------------------------------ | ---------------------- | ------------------------ |
| Gas Sales Bluenergy Piacenza         | PalaBanca              | 3700                     |
| Top Volley Cisterna                  | Palazzetto dello Sport | 7047                     |
| Allianz Milano                       | Allianz Cloud          | 5000                     |
| Vero Volley Monza                    | Candy Arena            | 4500                     |
| Leo Shoes Modena                     | PalaPanini             | 5219                     |
| Kioene Padwa                         | Kioene Arena           | 3916                     |
| Sir Safety Conad Perugia             | Pala Barton            | 5300                     |
| Consar Rawenna                       | Palazzo Mauro De André | 3500                     |
| Cucine Lube Civitanova               | Eurosuole Forum        | 4200                     |
| Itas Trentino                        | BLM Group Arena        | 4360                     |
| NBV Werona                           | PalaOlimpia            | 5350                     |
| Tonno Callipo Calabria Vibo Valentia | PalaMaiata             | 2500                     |

## Trenerzy
| Klub                                 | Pierwszy trener      | Narodowość | Drugi trener        | Narodowość |
| ------------------------------------ | -------------------- | ---------- | ------------------- | ---------- |
| Allianz Milano                       | Roberto Piazza       | Włochy     | Marco Camperi       | Włochy     |
| Consar Rawenna                       | Marco Bonitta        | Włochy     | Matteo Bologna      | Włochy     |
| Cucine Lube Civitanova               | Ferdinando De Giorgi | Włochy     | Nicola Giolito      | Włochy     |
| Gas Sales Bluenergy Piacenza         | Lorenzo Bernardi     | Włochy     | Massimo Botti       | Włochy     |
| Itas Trentino                        | Angelo Lorenzetti    | Włochy     | Francesco Petrella  | Włochy     |
| Leo Shoes Modena                     | Andrea Giani         | Włochy     | Sebastian Carotti   | Włochy     |
| NBV Werona                           | Radostin Stojczew    | Bułgaria   | Dario Simoni        | Włochy     |
| Kioene Padwa                         | Jacopo Cuttini       | Włochy     | Matteo Trolese      | Włochy     |
| Sir Safety Conad Perugia             | Vital Heynen         | Belgia     | Carmine Fontana     | Włochy     |
| Tonno Callipo Calabria Vibo Valentia | Valerio Baldovin     | Włochy     | Francesco Guarnieri | Włochy     |
| Top Volley Cisterna                  | Slobodan Kovač       | Serbia     | Roberto Cocconi     | Włochy     |
| Vero Volley Monza                    | Massimo Eccheli      | Włochy     | Giuseppe Ambrosio   | Włochy     |

### Zmiany trenerów
| Klub                                 | Były trener          | Narodowość | Data odejścia | Powód                                                                                              | Nowy trener          | Narodowość | Data przyjścia |
| ------------------------------------ | -------------------- | ---------- | ------------- | -------------------------------------------------------------------------------------------------- | -------------------- | ---------- | -------------- |
| Przed sezonem                        |                      |            |               | |                      |            |                |
| Gas Sales Bluenergy Piacenza         | Andrea Gardini       | Włochy     | 21.09.2020    | brak oczekiwanych wyników sportowych podczas przed sezonowych rozgrywanych meczów w Pucharze Włoch | Lorenzo Bernardi     | Włochy     | 23.09.2020     |
| Kioene Padwa                         | Valerio Baldovin     | Włochy     | 10.05.2020    | koniec kontraktu                                                                                   | Jacopo Cuttini       | Włochy     | 10.05.2020     |
| Tonno Callipo Calabria Vibo Valentia | Juan Manuel Cichello | Argentyna  | 20.05.2020    | koniec kontraktu                                                                                   | Valerio Baldovin     | Włochy     | 20.05.2020     |
| W trakcie sezonu                     |                      |            |               | |                      |            |                |
| Top Volley Cisterna                  | Lorenzo Tubertini    | Włochy     | 09.10.2020    | poziom gry i wyniki sportowe poniżej oczekiwań                                                     | Slobodan Kovač       | Serbia     | 13.10.2020     |
| Vero Volley Monza                    | Fabio Soli           | Włochy     | 19.10.2020    | poziom gry i wyniki sportowe poniżej oczekiwań                                                     | Massimo Eccheli      | Włochy     | 20.10.2020     |
| Cucine Lube Civitanova               | Ferdinando De Giorgi | Włochy     | 25.02.2021    | niesatysfakcjonujący poziom gry zespołu oraz brak oczekiwanych wyników sportowych                  | Gianlorenzo Blengini | Włochy     | 26.02.2021     |
| Sir Safety Conad Perugia             | Vital Heynen         | Belgia     | 15.04.2021    | niesatysfakcjonujący poziom gry zespołu oraz brak oczekiwanych wyników sportowych                  | Carmine Fontana      | Włochy     | 15.04.2021     |

## Rozgrywki

### Faza zasadnicza

#### Tabela wyników
| Gospodarz \ Gość1                    | LUB | MOD | PER | TRE | MIL | RAW | PAD | WER | MON | PIA | CIS | CAL |
| ------------------------------------ | --- | --- | --- | --- | --- | --- | --- | --- | --- | --- | --- | --- |
| Cucine Lube Civitanova               | -   | 3:2 | 2:3 | 3:0 | 3:0 | 3:2 | 3:0 | 3:1 | 3:1 | 3:1 | 3:0 | 1:3 |
| Leo Shoes Modena                     | 0:3 | -   | 1:3 | 1:3 | 1:3 | 3:0 | 3:0 | 3:1 | 1:3 | 3:0 | 3:1 | 0:3 |
| Sir Safety Conad Perugia             | 2:3 | 3:0 | -   | 1:3 | 3:1 | 3:0 | 3:0 | 3:1 | 0:3 | 3:0 | 3:0 | 3:0 |
| Itas Trentino                        | 3:0 | 3:0 | 1:3 | -   | 3:0 | 3:1 | 3:0 | 0:3 | 3:2 | 3:0 | 3:1 | 1:3 |
| Allianz Milano                       | 2:3 | 3:2 | 1:3 | 3:0 | -   | 3:2 | 3:1 | 3:1 | 2:3 | 1:3 | 3:0 | 1:3 |
| Consar Rawenna                       | 2:3 | 1:3 | 0:3 | 1:3 | 1:3 | -   | 3:1 | 0:3 | 1:3 | 1:3 | 3:0 | 2:3 |
| Kioene Padwa                         | 0:3 | 1:3 | 0:3 | 0:3 | 2:3 | 1:3 | -   | 3:2 | 2:3 | 2:3 | 3:1 | 1:3 |
| NBV Werona                           | 0:3 | 1:3 | 0:3 | 2:3 | 3:1 | 0:3 | 1:3 | -   | 3:1 | 1:3 | 3:2 | 3:1 |
| Vero Volley Monza                    | 0:3 | 3:1 | 3:0 | 3:2 | 1:3 | 3:1 | 3:2 | 3:0 | -   | 0:3 | 3:1 | 3:1 |
| Gas Sales Bluenergy Piacenza         | 1:3 | 0:3 | 1:3 | 0:3 | 3:2 | 3:1 | 3:1 | 3:1 | 1:3 | -   | 3:0 | 3:1 |
| Top Volley Cisterna                  | 0:3 | 2:3 | 0:3 | 1:3 | 0:3 | 1:3 | 0:3 | 0:3 | 3:1 | 1:3 | -   | 3:2 |
| Tonno Callipo Calabria Vibo Valentia | 3:2 | 0:3 | 1:3 | 0:3 | 3:1 | 3:0 | 3:0 | 3:2 | 3:1 | 1:3 | 3:0 | -   |

Źródło:  (wł.)
1 Drużyna gospodarzy jest wymieniona po lewej stronie tabeli.
Kolory:
  zwycięstwo gospodarzy 3:0 lub 3:1
  zwycięstwo gospodarzy 3:2
  zwycięstwo gości 3:0 lub 3:1
  zwycięstwo gości 3:2

#### Terminarz i wyniki
| Data        | Godz. | Gospodarz                            | Rezultat                                | Gość                                 | Widzów | MVP                     |
| ----------- | ----- | ------------------------------------ | --------------------------------------- | ------------------------------------ | ------ | ----------------------- |
| 1. KOLEJKA  |       |                                      |                                         |                                      |        |                         |
| 27.09.2020  | 18:00 | Kioene Padwa                         | 0:3 (25:27, 15:25, 24:26)               | Itas Trentino                        | 779    | Nimir Abdel-Aziz        |
| 27.09.2020  | 18:00 | Allianz Milano                       | 3:0 (25:20, 26:24, 25:20)               | Top Volley Cisterna                  | 676    | Stephen Maar            |
| 27.09.2020  | 18:00 | Consar Rawenna                       | 1:3 (20:25, 25:20, 23:25, 19:25)        | Gas Sales Bluenergy Piacenza         | 468    | Trévor Clévenot         |
| 27.09.2020  | 18:00 | Leo Shoes Modena                     | 1:3 (20:25, 25:23, 23:25, 22:25)        | Vero Volley Monza                    | 1216   | Adis Lagumdzija         |
| 28.09.2020  | 20:30 | NBV Werona                           | 0:3 (23:25, 20:25, 21:25)               | Cucine Lube Civitanova               | 652    | Roberlandy Simón Aties  |
| 30.09.2020  | 20:30 | Sir Safety Conad Perugia             | 3:0 (35:33, 25:20, 26:24)               | Tonno Callipo Calabria Vibo Valentia | 573    | Wilfredo León           |
| 2. KOLEJKA  |       |                                      |                                         |                                      |        |                         |
| 03.10.2020  | 18:00 | Vero Volley Monza                    | 1:3 (22:25, 25:21, 19:25, 20:25)        | Allianz Milano                       | 939    | Yūki Ishikawa           |
| 04.10.2020  | 18:00 | Tonno Callipo Calabria Vibo Valentia | 0:3 (21:25, 26:28, 20:25)               | Leo Shoes Modena                     |        | Moritz Karlitzek        |
| 04.10.2020  | 18:00 | Itas Trentino                        | 0:3 (26:28, 23:25, 21:25)               | NBV Werona                           | 848    | Thomas Jaeschke         |
| 04.10.2020  | 18:00 | Gas Sales Bluenergy Piacenza         | 1:3 (22:25, 17:25, 25:19, 20:25)        | Sir Safety Conad Perugia             | 734    | Wilfredo León           |
| 04.10.2020  | 18:00 | Cucine Lube Civitanova               | 3:2 (23:25, 25:22, 25:14, 23:25, 15:9)  | Consar Rawenna                       | 300    | Osmany Juantorena       |
| 04.10.2020  | 18:05 | Top Volley Cisterna                  | 0:3 (22:25, 16:25, 18:25)               | Kioene Padwa                         | 339    | Mattia Bottolo          |
| 3. KOLEJKA  |       |                                      |                                         |                                      |        |                         |
| 07.10.2020  | 20:30 | Sir Safety Conad Perugia             | 3:0 (25:18, 25:14, 25:21)               | Kioene Padwa                         | 280    | Ołeh Płotnycki          |
| 07.10.2020  | 20:30 | Cucine Lube Civitanova               | 3:0 (25:15, 26:24, 25:18)               | Itas Trentino                        | 300    | Joandry Leal            |
| 07.10.2020  | 20:30 | Top Volley Cisterna                  | 1:3 (25:22, 21:25, 22:25, 21:25)        | Gas Sales Bluenergy Piacenza         | 250    | Aaron Russell           |
| 07.10.2020  | 20:30 | NBV Werona                           | 3:1 (25:21, 22:25, 25:16, 25:23)        | Vero Volley Monza                    | 679    | Asparuch Asparuchow     |
| 07.10.2020  | 20:30 | Allianz Milano                       | 1:3 (19:25, 25:23, 25:27, 20:25)        | Tonno Callipo Calabria Vibo Valentia | 552    | Davide Saitta           |
| 08.10.2020  | 20:30 | Consar Rawenna                       | 1:3 (26:24, 22:25, 20:25, 19:25)        | Leo Shoes Modena                     | 544    | Moritz Karlitzek        |
| 4. KOLEJKA  |       |                                      |                                         |                                      |        |                         |
| 11.10.2020  | 17:00 | Gas Sales Bluenergy Piacenza         | 0:3 (22:25, 13:25, 21:25)               | Itas Trentino                        | 617    | Nimir Abdel-Aziz        |
| 11.10.2020  | 18:00 | NBV Werona                           | 0:3 (22:25, 22:25, 23:25)               | Sir Safety Conad Perugia             | 803    | Wilfredo León           |
| 11.10.2020  | 18:00 | Vero Volley Monza                    | 0:3 (21:25, 23:25, 20:25)               | Cucine Lube Civitanova               | 954    | Roberlandy Simón Aties  |
| 11.10.2020  | 18:00 | Consar Rawenna                       | 3:0 (25:22, 25:21, 25:21)               | Top Volley Cisterna                  | 414    | Paolo Zonca             |
| 11.10.2020  | 18:00 | Leo Shoes Modena                     | 1:3 (24:26, 19:25, 25:20, 24:26)        | Allianz Milano                       | 880    | Yūki Ishikawa           |
| 11.10.2020  | 18:00 | Kioene Padwa                         | 1:3 (23:25, 24:26, 25:23, 22:25)        | Tonno Callipo Calabria Vibo Valentia | 657    |                         |
| 5. KOLEJKA  |       |                                      |                                         |                                      |        |                         |
| 14.10.2020  | 20:30 | Gas Sales Bluenergy Piacenza         | 1:3 (29:31, 21:25, 25:20, 23:25)        | Cucine Lube Civitanova               | 586    | Kamil Rychlicki         |
| 14.10.2020  | 20:30 | Kioene Padwa                         | 2:3 (28:26, 25:15, 12:25, 24:26, 14:16  | Vero Volley Monza                    | 362    | Adis Lagumdzija         |
| 14.10.2020  | 20:30 | Tonno Callipo Calabria Vibo Valentia | 3:2 (25:22, 23:25, 20:25, 25:17, 15:11) | NBV Werona                           |        | Thibault Rossard        |
| 14.10.2020  | 20:30 | Allianz Milano                       | 3:2 (25:22, 30:32, 24:26, 25:22, 15:12) | Consar Rawenna                       | 546    | Jean Patry              |
| 14.10.2020  | 20:40 | Sir Safety Conad Perugia             | 3:0 (25:23, 25:21, 25:20)               | Top Volley Cisterna                  | 432    | Ołeh Płotnycki          |
| 09.12.2020  | 19:30 | Itas Trentino                        | 3:0 (26:24, 25:22, 25:20)               | Leo Shoes Modena                     |        |                         |
| 6. KOLEJKA  |       |                                      |                                         |                                      |        |                         |
| 18.10.2020  | 18:00 | Cucine Lube Civitanova               | 3:0 (25:11, 25:20, 25:14)               | Kioene Padwa                         | 500    |                         |
| 18.10.2020  | 18:00 | Leo Shoes Modena                     | 3:0 (25:16, 25:17, 26:24)               | Gas Sales Bluenergy Piacenza         | 880    | Nemanja Petrić          |
| 18.10.2020  | 18:00 | Top Volley Cisterna                  | 3:1 (25:23, 25:23, 21:25, 25:23)        | Vero Volley Monza                    | 342    | Arthur Szwarc           |
| 18.10.2020  | 18:00 | Itas Trentino                        | 1:3 (25:17, 22:25, 17:25, 25:27)        | Sir Safety Conad Perugia             | 725    | Wilfredo León           |
| 18.10.2020  | 18:00 | Allianz Milano                       | 3:1 (15:25, 25:19, 27:25, 25:22)        | NBV Werona                           | 431    | Riccardo Sbertoli       |
| 18.10.2020  | 18:00 | Consar Rawenna                       | 2:3 (25:23, 23:25, 21:25, 25:19, 15:17) | Tonno Callipo Calabria Vibo Valentia | 500    | Eric Loeppky            |
| 7. KOLEJKA  |       |                                      |                                         |                                      |        |                         |
| 24.10.2020  | 18:00 | Tonno Callipo Calabria Vibo Valentia | 1:3 (19:25, 20:25, 25:23, 19:25)        | Gas Sales Bluenergy Piacenza         | 430    | Georg Grozer            |
| 25.10.2020  | 18:00 | Sir Safety Conad Perugia             | 3:0 (25:18, 25:20, 26:24)               | Consar Rawenna                       | 447    | Wilfredo León           |
| 25.10.2020  | 18:00 | Cucine Lube Civitanova               | 3:0 (25:20, 26:24, 25:22)               | Allianz Milano                       | 500    | Luciano De Cecco        |
| 25.10.2020  | 18:00 | Kioene Padwa                         | 1:3 (17:25, 23:25, 25:21, 18:25)        | Leo Shoes Modena                     | 652    | Luca Vettori            |
| 25.10.2020  | 18:00 | Vero Volley Monza                    | 3:2 (25:21, 21:25, 19:25, 25:16, 15:13) | Itas Trentino                        | 500    | Marko Sedlaček          |
| 25.10.2020  | 18:00 | NBV Werona                           | 3:2 (25:19, 26:28, 25:23, 24:26, 15:11) | Top Volley Cisterna                  | 774    | Thomas Jaeschke         |
| 8. KOLEJKA  |       |                                      |                                         |                                      |        |                         |
| 31.10.2020  | 18:00 | Leo Shoes Modena                     | 0:3 (24:26, 22:25, 23:25)               | Cucine Lube Civitanova               |        | Joandry Leal            |
| 01.11.2020  | 17:00 | Tonno Callipo Calabria Vibo Valentia | 3:1 (25:19, 18:25, 25:22, 25:22)        | Vero Volley Monza                    |        | Torey Defalco           |
| 01.11.2020  | 18:00 | Gas Sales Bluenergy Piacenza         | 3:1 (16:25, 25:20, 25:19, 25:22)        | Kioene Padwa                         |        | Georg Grozer            |
| 01.11.2020  | 18:00 | Top Volley Cisterna                  | 1:3 (17:25, 20:25, 25:22, 24:26)        | Itas Trentino                        | 250    | Nimir Abdel-Aziz        |
| 24.11.2020  | 18:00 | Allianz Milano                       | 1:3 (25:21, 20:25, 21:25, 22:25)        | Sir Safety Conad Perugia             |        | Wilfredo León           |
| 09.12.2020  | 18:00 | Consar Rawenna                       | 0:3 (19:25, 20:25, 33:35)               | NBV Werona                           |        |                         |
| 9. KOLEJKA  |       |                                      |                                         |                                      |        |                         |
| 07.11.2020  | 18:15 | Kioene Padwa                         | 2:3 (16:25, 25:21, 15:25, 25:18, 11:15) | Allianz Milano                       |        | Yūki Ishikawa           |
| 25.11.2020  | 19:00 | Itas Trentino                        | 1:3 (18:25, 25:22, 23:25, 23:25)        | Tonno Callipo Calabria Vibo Valentia |        | Thibault Rossard        |
| 02.12.2020  | 18:00 | Cucine Lube Civitanova               | 3:0 (25:23, 25:15, 25:17)               | Top Volley Cisterna                  |        | Osmany Juantorena       |
| 03.12.2020  | 20:00 | Sir Safety Conad Perugia             | 3:0 (25:20, 25:23, 26:24)               | Leo Shoes Modena                     |        | Wilfredo León           |
| 16.12.2020  | 19:30 | NBV Werona                           | 1:3 (23:25, 19:25, 25:21, 24:26)        | Gas Sales Bluenergy Piacenza         |        | Trévor Clévenot         |
| 06.01.2021  | 19:00 | Vero Volley Monza                    | 3:1 (25:20, 25:16, 22:25, 25:22)        | Consar Rawenna                       |        | Donovan Džavoronok      |
| 10. KOLEJKA |       |                                      |                                         |                                      |        |                         |
| 14.11.2020  | 19:30 | Gas Sales Bluenergy Piacenza         | 1:3 (22:25, 25:16, 26:28, 17:25)        | Vero Volley Monza                    |        | Adis Lagumdzija         |
| 16.12.2020  | 19:00 | Tonno Callipo Calabria Vibo Valentia | 3:0 (25:17, 25:16, 25:18)               | Top Volley Cisterna                  |        | Aboubacar Dramé Neto    |
| 17.12.2020  | 18:00 | Kioene Padwa                         | 1:3 (24:26, 25:27, 25:22, 22:25)        | Consar Rawenna                       |        | Eric Loeppky            |
| 23.12.2020  | 17:00 | Leo Shoes Modena                     | 3:1 (25:19, 28:30, 25:23, 25:19)        | NBV Werona                           |        |                         |
| 23.12.2020  | 18:00 | Sir Safety Conad Perugia             | 2:3 (25:22, 28:30, 18:25, 25:18, 12:15) | Cucine Lube Civitanova               |        | Joandry Leal            |
| 06.01.2021  | 19:00 | Itas Trentino                        | 3:0 (25:18, 25:17, 25:15)               | Allianz Milano                       |        | Dick Kooy               |
| 11. KOLEJKA |       |                                      |                                         |                                      |        |                         |
| 15.11.2020  | 17:00 | Cucine Lube Civitanova               | 1:3 (23:25, 25:18, 20:25, 23:25)        | Tonno Callipo Calabria Vibo Valentia |        | Thibault Rossard        |
| 21.11.2020  | 18:00 | Allianz Milano                       | 1:3 (25:23, 16:25, 22:25, 19:25)        | Gas Sales Bluenergy Piacenza         |        | Georg Grozer            |
| 22.11.2020  | 18:00 | Vero Volley Monza                    | 3:0 (25:20, 25:21, 25:22)               | Sir Safety Conad Perugia             |        | Santiago Orduna         |
| 22.11.2020  | 19:30 | NBV Werona                           | 1:3 (21:25, 27:25, 23:25, 33:35)        | Kioene Padwa                         |        | Tonček Štern            |
| 25.11.2020  | 20:30 | Top Volley Cisterna                  | 2:3 (19:25, 25:19, 27:25, 22:25, 7:15)  | Leo Shoes Modena                     |        | Moritz Karlitzek        |
| 30.12.2020  | 18:00 | Consar Rawenna                       | 1:3 (20:25, 25:18, 13:25, 19:25)        | Itas Trentino                        |        | Nimir Abdel-Aziz        |
| 12. KOLEJKA |       |                                      |                                         |                                      |        |                         |
| 28.11.2020  | 18:00 | Cucine Lube Civitanova               | 3:1 (25:17, 25:12, 19:25, 25:13)        | NBV Werona                           |        | Roberlandy Simón Aties  |
| 28.11.2020  | 19:30 | Gas Sales Bluenergy Piacenza         | 3:1 (19:25, 25:21, 25:21, 25:22)        | Consar Rawenna                       |        | Aaron Russell           |
| 29.11.2020  | 16:00 | Vero Volley Monza                    | 3:1 (25:14, 21:25, 25:13, 25:22)        | Leo Shoes Modena                     |        | Maxwell Holt            |
| 29.11.2020  | 17:00 | Top Volley Cisterna                  | 0:3 (21:25, 20:25, 18:25)               | Allianz Milano                       |        | Stephen Maar            |
| 29.11.2020  | 18:00 | Tonno Callipo Calabria Vibo Valentia | 1:3 (23:25, 29:27, 17:25, 22:25)        | Sir Safety Conad Perugia             |        | Wilfredo León           |
| 13.01.2021  | 19:00 | Itas Trentino                        | 3:0 (25:13, 25:22, 35:33)               | Kioene Padwa                         |        |                         |
| 13. KOLEJKA |       |                                      |                                         |                                      |        |                         |
| 04.12.2020  | 18:00 | Allianz Milano                       | 2:3 (20:25, 24:26, 25:13, 25:22, 11:15) | Vero Volley Monza                    |        | Adis Lagumdzija         |
| 05.12.2020  | 18:00 | Consar Rawenna                       | 2:3 (25:21, 25:23, 21:25, 20:25, 8:15)  | Cucine Lube Civitanova               |        | Osmany Juantorena       |
| 06.12.2020  | 17:00 | Sir Safety Conad Perugia             | 3:0 (25:20, 25:19, 25:21)               | Gas Sales Bluenergy Piacenza         |        | Aleksandar Atanasijević |
| 06.12.2020  | 18:00 | Kioene Padwa                         | 3:1 (25:18, 20:25, 25:16, 27:25)        | Top Volley Cisterna                  |        | Tonček Štern            |
| 06.12.2020  | 18:00 | NBV Werona                           | 2:3 (25:23, 26:24, 22:25, 20:25, 10:15) | Itas Trentino                        |        | Nimir Abdel-Aziz        |
| 06.12.2020  | 19:00 | Leo Shoes Modena                     | 0:3 (21:25, 16:25, 18:25)               | Tonno Callipo Calabria Vibo Valentia |        | Thibault Rossard        |
| 14. KOLEJKA |       |                                      |                                         |                                      |        |                         |
| 12.12.2020  | 18:30 | Leo Shoes Modena                     | 3:0 (25:21, 25:15, 25:12)               | Consar Rawenna                       |        | Micah Christenson       |
| 13.12.2020  | 18:00 | Gas Sales Bluenergy Piacenza         | 3:0 (25:21, 25:19, 25:17)               | Top Volley Cisterna                  |        | Michal Finger           |
| 14.12.2020  | 15:00 | Itas Trentino                        | 3:0 (25:22, 25:23, 25:22)               | Cucine Lube Civitanova               |        | Nimir Abdel-Aziz        |
| 14.12.2020  | 19:00 | Kioene Padwa                         | 0:3 (24:26, 23:25, 15:25)               | Sir Safety Conad Perugia             |        | Dragan Travica          |
| 14.01.2021  | 19:00 | Tonno Callipo Calabria Vibo Valentia | 3:1 (25:21, 18:25, 25:22, 25:12)        | Allianz Milano                       |        | Torey Defalco           |
| 10.02.2021  | 20:30 | Vero Volley Monza                    | 3:0 (25:16, 25:23, 25:23)               | NBV Werona                           |        | Donovan Džavoronok      |
| 15. KOLEJKA |       |                                      |                                         |                                      |        |                         |
| 19.12.2020  | 18:15 | Sir Safety Conad Perugia             | 3:1 (25:20, 25:22, 26:28, 25:20)        | NBV Werona                           |        | Sebastián Solé          |
| 20.12.2020  | 17:00 | Tonno Callipo Calabria Vibo Valentia | 3:0 (26:24, 25:22, 27:25)               | Kioene Padwa                         |        | Thibault Rossard        |
| 20.12.2020  | 17:00 | Top Volley Cisterna                  | 1:3 (22:25, 24:26, 25:23, 19:25)        | Consar Rawenna                       |        | Giulio Pinali           |
| 20.12.2020  | 18:00 | Itas Trentino                        | 3:0 (25:16, 25:21, 25:17)               | Gas Sales Bluenergy Piacenza         |        | Nimir Abdel-Aziz        |
| 21.01.2021  | 17:00 | Cucine Lube Civitanova               | 3:1 (25:20, 25:19, 22:25, 25:23)        | Vero Volley Monza                    |        | Osmany Juantorena       |
| 21.01.2021  | 18:00 | Allianz Milano                       | 3:2 (20:25, 30:28, 25:18, 21:25, 20:18) | Leo Shoes Modena                     |        | Jan Kozamernik          |
| 16. KOLEJKA |       |                                      |                                         |                                      |        |                         |
| 27.12.2020  | 19:15 | Leo Shoes Modena                     | 1:3 (18:25, 27:29, 25:23, 22:25)        | Itas Trentino                        |        | Nimir Abdel-Aziz        |
| 27.12.2020  | 19:30 | Top Volley Cisterna                  | 0:3 (14:25, 19:25, 21:25)               | Sir Safety Conad Perugia             |        | Wilfredo León           |
| 28.12.2020  | 18:00 | NBV Werona                           | 3:1 (21:25, 25:19, 25:14, 25:22)        | Tonno Callipo Calabria Vibo Valentia |        | Matej Kazijski          |
| 30.12.2020  | 18:00 | Vero Volley Monza                    | 3:2 (23:25, 25:23, 21:25, 25:11, 15:13) | Kioene Padwa                         |        |                         |
| 05.01.2020  | 18:00 | Cucine Lube Civitanova               | 3:1 (25:19, 22:25, 25:20, 25:19)        | Gas Sales Bluenergy Piacenza         |        | Kamil Rychlicki         |
| 10.02.2021  | 20:30 | Consar Rawenna                       | 1:3 (14:25, 22:25, 25:21, 18:25)        | Allianz Milano                       |        | Jan Kozamernik          |
| 17. KOLEJKA |       |                                      |                                         |                                      |        |                         |
| 02.01.2021  | 18:00 | Kioene Padwa                         | 0:3 (23:25, 22:25, 18:25)               | Cucine Lube Civitanova               |        | Luciano De Cecco        |
| 03.01.2021  | 16:00 | Vero Volley Monza                    | 3:1 (25:22, 23:25, 25:23, 25:22)        | Top Volley Cisterna                  |        | Uładzisłau Dawiskiba    |
| 03.01.2021  | 17:00 | Tonno Callipo Calabria Vibo Valentia | 3:0 (25:21, 25:21, 25:22)               | Consar Rawenna                       |        | Barthélémy Chinenyeze   |
| 03.01.2021  | 18:00 | Sir Safety Conad Perugia             | 1:3 (20:25, 25:23, 19:25, 21:25)        | Itas Trentino                        |        | Nimir Abdel-Aziz        |
| 03.01.2021  | 19:30 | NBV Werona                           | 3:1 (21:25, 25:22, 25:22, 25:17)        | Allianz Milano                       |        | Mads Kyed Jensen        |
| 12.01.2021  | 18:00 | Gas Sales Bluenergy Piacenza         | 0:3 (33:35, 15:25, 22:25)               | Leo Shoes Modena                     |        |                         |
| 18. KOLEJKA |       |                                      |                                         |                                      |        |                         |
| 14.11.2020  | 18:15 | Leo Shoes Modena                     | 3:0 (25:23, 25:17, 30:28)               | Kioene Padwa                         |        | Micah Christenson       |
| 09.01.2021  | 18:30 | Gas Sales Bluenergy Piacenza         | 3:1 (22:25, 27:25, 25:20, 25:22)        | Tonno Callipo Calabria Vibo Valentia |        | Aaron Russell           |
| 10.01.2021  | 17:00 | Top Volley Cisterna                  | 0:3 (23:25, 22:25, 23:25)               | NBV Werona                           |        | Matej Kazijski          |
| 10.01.2021  | 18:00 | Itas Trentino                        | 3:2 (25:16, 20:25, 25:17, 20:25, 15:13) | Vero Volley Monza                    |        | Ricardo Lucarelli       |
| 10.01.2021  | 19:30 | Allianz Milano                       | 2:3 (21:25, 32:30, 25:23, 22:25, 10:15) | Cucine Lube Civitanova               |        | Luciano De Cecco        |
| 10.01.2021  | 20:30 | Consar Rawenna                       | 0:3 (21:25, 21:25, 22:25)               | Sir Safety Conad Perugia             |        | Ołeh Płotnycki          |
| 19. KOLEJKA |       |                                      |                                         |                                      |        |                         |
| 16.01.2021  | 17:00 | Itas Trentino                        | 3:1 (24:26, 26:24, 25:20, 25:18)        | Top Volley Cisterna                  |        | Nimir Abdel-Aziz        |
| 16.01.2021  | 18:00 | Cucine Lube Civitanova               | 3:2 (25:20, 28:30, 25:19, 16:25, 15:10) | Leo Shoes Modena                     |        | Roberlandy Simón Aties  |
| 17.01.2021  | 16:00 | Kioene Padwa                         | 2:3 (26:24, 25:17, 26:28, 16:25, 11:15) | Gas Sales Bluenergy Piacenza         |        | Trévor Clévenot         |
| 17.01.2021  | 18:00 | Sir Safety Conad Perugia             | 3:1 (25:18, 23:25, 25:16, 25:21)        | Allianz Milano                       |        | Wilfredo León           |
| 17.01.2021  | 19:30 | NBV Werona                           | 0:3 (23:25, 23:25, 22:25)               | Consar Rawenna                       |        | Giulio Pinali           |
| 19.01.2021  | 20:30 | Vero Volley Monza                    | 3:1 (21:25, 25:21, 25:18, 25:21)        | Tonno Callipo Calabria Vibo Valentia |        | Adis Lagumdzija         |
| 20. KOLEJKA |       |                                      |                                         |                                      |        |                         |
| 24.01.2021  | 16:00 | Allianz Milano                       | 3:1 (26:28, 25:22, 25:17, 25:20)        | Kioene Padwa                         |        | Jean Patry              |
| 24.01.2021  | 17:00 | Tonno Callipo Calabria Vibo Valentia | 0:3 (13:25, 16:25, 20:25                | Itas Trentino                        |        | Ricardo Lucarelli       |
| 24.01.2021  | 17:00 | Top Volley Cisterna                  | 0:3 (18:25, 18:25, 21:25)               | Cucine Lube Civitanova               |        | Osmany Juantorena       |
| 24.01.2021  | 18:00 | Leo Shoes Modena                     | 1:3 (25:23, 21:25, 18:25, 21:25)        | Sir Safety Conad Perugia             |        | Wilfredo León           |
| 24.01.2021  | 19:30 | Gas Sales Bluenergy Piacenza         | 3:1 (25:17, 25:19, 23:25, 25:20)        | NBV Werona                           |        | Mohammad Musawi         |
| 24.01.2021  | 20:30 | Consar Rawenna                       | 1:3 (25:22, 21:25, 15:25, 15:25)        | Vero Volley Monza                    |        | Donovan Džavoronok      |
| 21. KOLEJKA |       |                                      |                                         |                                      |        |                         |
| 02.02.2021  | 17:30 | Top Volley Cisterna                  | 3:2 (15:25, 27:25, 21:25, 25:21, 15:12) | Tonno Callipo Calabria Vibo Valentia |        |                         |
| 03.02.2021  | 18:00 | Vero Volley Monza                    | 0:3 (20:25, 30:32, 22:25)               | Gas Sales Bluenergy Piacenza         |        | Aaron Russell           |
| 03.02.2021  | 18:00 | Cucine Lube Civitanova               | 2:3 (25:21, 23:25, 25:23, 20:25, 14:16) | Sir Safety Conad Perugia             |        | Wilfredo León           |
| 03.02.2021  | 19:30 | Allianz Milano                       | 3:0 (25:22, 25:23, 25:22)               | Itas Trentino                        |        | Jean Patry              |
| 03.02.2021  | 19:30 | NBV Werona                           | 1:3 (21:25, 25:15, 23:25, 21:25)        | Leo Shoes Modena                     |        |                         |
| 03.02.2021  | 20:30 | Consar Rawenna                       | 3:1 (27:25, 25:17, 19:25, 25:22)        | Kioene Padwa                         |        |                         |
| 22. KOLEJKA |       |                                      |                                         |                                      |        |                         |
| 06.02.2021  | 14:45 | Tonno Callipo Calabria Vibo Valentia | 3:2 (22:25, 21:25, 25:22, 25:21, 15:10) | Cucine Lube Civitanova               |        | Enrico Cester           |
| 06.02.2021  | 17:00 | Leo Shoes Modena                     | 3:1 (26:24, 19:25, 25:13, 25:18)        | Top Volley Cisterna                  |        |                         |
| 06.02.2021  | 18:00 | Sir Safety Conad Perugia             | 0:3 (12:25, 18:25, 20:25)               | Vero Volley Monza                    |        | Gianluca Galassi        |
| 06.02.2021  | 19:00 | Itas Trentino                        | 3:1 (25:19, 23:25, 25:23, 25:19)        | Consar Rawenna                       |        | Srećko Lisinac          |
| 07.02.2021  | 18:00 | Kioene Padwa                         | 3:2 (23:25, 25:23, 25:22, 13:25, 15:10) | NBV Werona                           |        |                         |
| 07.02.2021  | 19:30 | Gas Sales Bluenergy Piacenza         | 3:2 (25:22, 18:25, 25:15, 18:25, 15:11) | Allianz Milano                       |        | Mohammad Musawi         |

#### Tabela[1]
| Lp. | Drużyna                              | Pkt | Mecze | Mecze | Mecze | Rodzaj wyniku | Rodzaj wyniku | Rodzaj wyniku | Rodzaj wyniku | Rodzaj wyniku | Rodzaj wyniku | Sety | Sety | Sety  | Małe punkty | Małe punkty | Małe punkty |
| Lp. | Drużyna                              | Pkt | M     | W     | P     | 3:0           | 3:1           | 3:2           | 2:3           | 1:3           | 0:3           | wyg. | prz. | stos. | zdob.       | str.        | stos.       |
| --- | ------------------------------------ | --- | ----- | ----- | ----- | ------------- | ------------- | ------------- | ------------- | ------------- | ------------- | ---- | ---- | ----- | ----------- | ----------- | ----------- |
| 1   | Sir Safety Conad Perugia             | 54  | 22    | 18    | 4     | 10            | 7             | 1             | 1             | 1             | 2             | 57   | 21   | 2.71  | 1863        | 1702        | 1.09        |
| 2   | Cucine Lube Civitanova               | 51  | 22    | 18    | 4     | 9             | 4             | 5             | 2             | 1             | 1             | 59   | 26   | 2.27  | 1992        | 1777        | 1.12        |
| 3   | Itas Trentino                        | 47  | 22    | 16    | 6     | 8             | 6             | 2             | 1             | 2             | 3             | 52   | 28   | 1.86  | 1892        | 1712        | 1.11        |
| 4   | Vero Volley Monza                    | 39  | 22    | 14    | 8     | 3             | 7             | 4             | 1             | 5             | 2             | 49   | 39   | 1.26  | 1996        | 1911        | 1.04        |
| 5   | Tonno Callipo Calabria Vibo Valentia | 37  | 22    | 13    | 9     | 4             | 6             | 3             | 1             | 5             | 3             | 46   | 39   | 1.18  | 1935        | 1917        | 1.01        |
| 6   | Gas Sales Bluenergy Piacenza         | 37  | 22    | 13    | 9     | 2             | 9             | 2             | 0             | 4             | 5             | 43   | 40   | 1.08  | 1886        | 1883        | 1           |
| 7   | Leo Shoes Modena                     | 34  | 22    | 11    | 11    | 5             | 5             | 1             | 2             | 5             | 4             | 42   | 40   | 1.05  | 1894        | 1860        | 1.02        |
| 8   | Allianz Milano                       | 33  | 22    | 11    | 11    | 3             | 5             | 3             | 3             | 6             | 2             | 45   | 44   | 1.02  | 1981        | 1997        | 0.99        |
| 9   | NBV Werona                           | 23  | 22    | 7     | 15    | 3             | 3             | 1             | 3             | 8             | 4             | 35   | 50   | 0.7   | 1916        | 1974        | 0.97        |
| 10  | Consar Rawenna                       | 19  | 22    | 5     | 17    | 2             | 3             | 0             | 4             | 8             | 5             | 31   | 54   | 0.57  | 1836        | 2010        | 0.91        |
| 11  | Kioene Padwa                         | 15  | 22    | 4     | 18    | 1             | 2             | 1             | 4             | 6             | 8             | 26   | 58   | 0.45  | 1808        | 1984        | 0.91        |
| 12  | Top Volley Cisterna                  | 7   | 22    | 2     | 20    | 0             | 1             | 1             | 2             | 7             | 11            | 17   | 63   | 0.27  | 1664        | 1936        | 0.86        |

Źródło: http://www.legavolley.it (wł.)
Punktacja: 3:0 i 3:1 – 3 pkt; 3:2 – 2 pkt; 2:3 – 1 pkt; 1:3 i 0:3 – 0 pkt
Zasady ustalania kolejności: 1. liczba punktów; 2. liczba zwycięstw; 3. stosunek setów; 4. stosunek małych punktów; 5. bilans w bezpośrednich meczach
     awans do ćwierfinału
     awans do 1/8 finału

## Faza play-off

### Drabinka
|  |              |                                      |              |                        |              |              |              |                        |                          |           |           |           |           |           |           |           |  |  |        |        |        |        |        |        |        |
|  | Ćwierćfinały | Ćwierćfinały                         | Ćwierćfinały | Ćwierćfinały           | Ćwierćfinały | Ćwierćfinały | Ćwierćfinały |                        |                          | Półfinały | Półfinały | Półfinały | Półfinały | Półfinały | Półfinały | Półfinały |  |  | Finały | Finały | Finały | Finały | Finały | Finały | Finały |
|  | Ćwierćfinały | Ćwierćfinały                         | Ćwierćfinały | Ćwierćfinały           | Ćwierćfinały | Ćwierćfinały | Ćwierćfinały |                        |                          | Półfinały | Półfinały | Półfinały | Półfinały | Półfinały | Półfinały | Półfinały |  |  | Finały | Finały | Finały | Finały | Finały | Finały | Finały |
|  |              |                                      |              |                        |              |              |              |                        |                          |           |           |           |           |           |           |           |  |  |        |        |        |        |        |        |        |
|  |              |                                      |              |                        |              |              |              |                        |                          |           |           |           |           |           |           |           |  |  |        |        |        |        |        |        |        |
|  | 1            | Sir Safety Conad Perugia             | 2            | 3                      | 3            |              |              |                        |                          |           |           |           |           |           |           |           |  |  |        |        |        |        |        |        |        |
|  | 1            | Sir Safety Conad Perugia             | 2            | 3                      | 3            |              |              |                        |                          |           |           |           |           |           |           |           |  |  |        |        |        |        |        |        |        |
|  | 8            | Allianz Milano                       | 3            | 1                      | 0            |              |              |                        |                          |           |           |           |           |           |           |           |  |  |        |        |        |        |        |        |        |
|  | 8            | Allianz Milano                       | 3            | 1                      | 0            |              |              | 1                      | Sir Safety Conad Perugia | 3         | 3         | 3         |           |           |           |           |  |  |        |        |        |        |        |        |        |
|  |              |                                      |              |                        |              |              |              | 1                      | Sir Safety Conad Perugia | 3         | 3         | 3         |           |           |           |           |  |  |        |        |        |        |        |        |        |
|  |              |                                      | 4            | Vero Volley Monza      | 2            | 1            | 0            |                        |                          |           |           |           |           |           |           |           |  |  |        |        |        |        |        |        |        |
|  | 4            | Vero Volley Monza                    | 4            | Vero Volley Monza      | 2            | 1            | 0            | 3                      | 0                        | 3         |           |           |           |           |           |           |  |  |        |        |        |        |        |        |        |
|  | 4            | Vero Volley Monza                    |              |                        |              |              |              |                        |                          |           |           |           |           |           |           |           |  |  |        |        |        |        |        |        |        |
|  | 5            | Tonno Callipo Calabria Vibo Valentia | 1            | 3                      | 2            |              |              |                        |                          |           |           |           |           |           |           |           |  |  |        |        |        |        |        |        |        |
|  | 5            | Tonno Callipo Calabria Vibo Valentia | 1            | 3                      | 2            |              |              | 1                      | Sir Safety Conad Perugia | 1         | 3         | 0         | 1         |           |           |           |  |  |        |        |        |        |        |        |        |
|  |              |                                      |              |                        |              |              |              |                        |                          |           |           |           |           |           |           |           |  |  |        |        |        |        |        |        |        |
|  |              |                                      | 2            | Cucine Lube Civitanova | 3            | 2            | 3            | 3                      |                          |           |           |           |           |           |           |           |  |  |        |        |        |        |        |        |        |
|  | 2            | Cucine Lube Civitanova               | 2            | Cucine Lube Civitanova | 3            | 2            | 3            | 3                      | 3                        | 3         |           |           |           |           |           |           |  |  |        |        |        |        |        |        |        |
|  | 2            | Cucine Lube Civitanova               |              |                        |              |              |              |                        |                          |           |           |           |           |           |           |           |  |  |        |        |        |        |        |        |        |
|  | 7            | Leo Shoes Modena                     | 0            | 1                      |              |              |              |                        |                          |           |           |           |           |           |           |           |  |  |        |        |        |        |        |        |        |
|  | 7            | Leo Shoes Modena                     | 0            | 1                      |              |              | 2            | Cucine Lube Civitanova | 2                        | 3         | 3         | 3         |           |           |           |           |  |  |        |        |        |        |        |        |        |
|  |              |                                      |              |                        |              |              |              | Cucine Lube Civitanova | 2                        | 3         | 3         | 3         |           |           |           |           |  |  |        |        |        |        |        |        |        |
|  |              |                                      | 3            | Itas Trentino          | 3            | 0            | 1            | 0                      |                          |           |           |           |           |           |           |           |  |  |        |        |        |        |        |        |        |
|  | 3            | Itas Trentino                        | 3            | Itas Trentino          | 3            | 0            | 1            | 0                      | 3                        | 3         |           |           |           |           |           |           |  |  |        |        |        |        |        |        |        |
|  | 3            | Itas Trentino                        |              |                        |              |              |              |                        |                          |           |           |           |           |           |           |           |  |  |        |        |        |        |        |        |        |
|  | 6            | Gas Sales Bluenergy Piacenza         | 2            | 1                      |              |              |              |                        |                          |           |           |           |           |           |           |           |  |  |        |        |        |        |        |        |        |
|  | 6            | Gas Sales Bluenergy Piacenza         | 2            | 1                      |              |              |              |                        |                          |           |           |           |           |           |           |           |  |  |        |        |        |        |        |        |        |

### 1/8 finału
(do 2 zwycięstw)
| Data                             | Godz.                            | Gospodarz                        | Rezultat                                | Gość                         | Widzów              | MVP                 |
| -------------------------------- | -------------------------------- | -------------------------------- | --------------------------------------- | ---------------------------- | ------------------- | ------------------- |
| Allianz Milano (8)               | Allianz Milano (8)               | Allianz Milano (8)               | 2 – 1                                   | (9) NBV Werona               | (9) NBV Werona      | (9) NBV Werona      |
| 21.02.2021                       | 18:00                            | Allianz Milano                   | 3:1 (25:16, 25:19, 20:25, 32:30) Raport | NBV Werona                   |                     | Riccardo Sbertoli   |
| 28.02.2021                       | 19:30                            | NBV Werona                       | 3:1 (20:25, 25:18, 25:20, 25:21) Raport | Allianz Milano               |                     | Aidan Zingel        |
| 06.03.2021                       | 20:30                            | Allianz Milano                   | 3:0 (25:18, 25:23, 25:23) Raport        | NBV Werona                   |                     |                     |
| Leo Shoes Modena (7)             | Leo Shoes Modena (7)             | Leo Shoes Modena (7)             | 2 – 0                                   | (10) Consar Rawenna          | (10) Consar Rawenna | (10) Consar Rawenna |
| 20.02.2021                       | 17:00                            | Leo Shoes Modena                 | 3:0 (31:29, 25:21, 25:21) Raport        | Consar Rawenna               |                     | Micah Christenson   |
| 27.02.2021                       | 20:30                            | Consar Rawenna                   | 0:3 (22:25, 22:25, 25:27) Raport        | Leo Shoes Modena             |                     | Nemanja Petrić      |
| Gas Sales Bluenergy Piacenza (6) | Gas Sales Bluenergy Piacenza (6) | Gas Sales Bluenergy Piacenza (6) | 2 – 0                                   | (11) Kioene Padwa            | (11) Kioene Padwa   | (11) Kioene Padwa   |
| 21.02.2021                       | 17:00                            | Gas Sales Bluenergy Piacenza     | 3:1 (22:25, 25:22, 25:19, 32:30) Raport | Kioene Padwa                 |                     | Georg Grozer        |
| 28.02.2021                       | 18:00                            | Kioene Padwa                     | 1:3 (17:25, 20:25, 25:22, 20:25) Raport | Gas Sales Bluenergy Piacenza |                     | Trévor Clévenot     |

### Ćwierćfinały
(do 2 zwycięstw)
| Data                         | Godz.                        | Gospodarz                            | Rezultat                                       | Gość                                     | Widzów                                   | MVP                                      |
| ---------------------------- | ---------------------------- | ------------------------------------ | ---------------------------------------------- | ---------------------------------------- | ---------------------------------------- | ---------------------------------------- |
| Sir Safety Conad Perugia (1) | Sir Safety Conad Perugia (1) | Sir Safety Conad Perugia (1)         | 2 – 1                                          | (8) Allianz Milano                       | (8) Allianz Milano                       | (8) Allianz Milano                       |
| 10.03.2021                   | 19:00                        | Sir Safety Conad Perugia             | 2:3 (25:18, 25:21, 25:27, 31:33, 17:19) Raport | Allianz Milano                           |                                          | Tine Urnaut                              |
| 14.03.2021                   | 19:00                        | Allianz Milano                       | 1:3 (25:23, 23:25, 23:25, 20:25) Raport        | Sir Safety Conad Perugia                 |                                          | Wilfredo León                            |
| 21.03.2021                   | 18:00                        | Sir Safety Conad Perugia             | 3:0 (25:14, 25:23, 25:22) Raport               | Allianz Milano                           |                                          | Thijs ter Horst                          |
| Vero Volley Monza (4)        | Vero Volley Monza (4)        | Vero Volley Monza (4)                | 2 – 1                                          | (5) Tonno Callipo Calabria Vibo Valentia | (5) Tonno Callipo Calabria Vibo Valentia | (5) Tonno Callipo Calabria Vibo Valentia |
| 09.03.2021                   | 18:00                        | Vero Volley Monza                    | 3:1 (25:20, 25:22, 24:26, 25:22) Raport        | Tonno Callipo Calabria Vibo Valentia     |                                          | Adis Lagumdzija                          |
| 14.03.2021                   | 15:45                        | Tonno Callipo Calabria Vibo Valentia | 3:0 (25:18, 33:31, 30:28) Raport               | Vero Volley Monza                        |                                          | Aboubacar Dramé Neto                     |
| 20.03.2021                   | 18:00                        | Vero Volley Monza                    | 3:2 (25:21, 17:25, 25:22, 22:25, 16:14) Raport | Tonno Callipo Calabria Vibo Valentia     |                                          | Filippo Lanza                            |
| Cucine Lube Civitanova (2)   | Cucine Lube Civitanova (2)   | Cucine Lube Civitanova (2)           | 2 – 0                                          | (7) Leo Shoes Modena                     | (7) Leo Shoes Modena                     | (7) Leo Shoes Modena                     |
| 14.03.2021                   | 17:30                        | Cucine Lube Civitanova               | 3:0 (25:17, 33:31, 25:20) Raport               | Leo Shoes Modena                         |                                          | Roberlandy Simón Aties                   |
| 17.03.2021                   | 17:30                        | Leo Shoes Modena                     | 1:3 (25:23, 22:25, 20:25, 22:25) Raport        | Cucine Lube Civitanova                   |                                          | Osmany Juantorena                        |
| Itas Trentino (3)            | Itas Trentino (3)            | Itas Trentino (3)                    | 2 – 0                                          | (6) Gas Sales Bluenergy Piacenza         | (6) Gas Sales Bluenergy Piacenza         | (6) Gas Sales Bluenergy Piacenza         |
| 10.03.2021                   | 20:30                        | Itas Trentino                        | 3:2 (25:18, 23:25, 22:25, 25:20, 15:8) Raport  | Gas Sales Bluenergy Piacenza             |                                          | Ricardo Lucarelli                        |
| 14.03.2021                   | 18:00                        | Gas Sales Bluenergy Piacenza         | 1:3 (17:25, 27:25, 18:25, 22:25) Raport        | Itas Trentino                            |                                          | Nimir Abdel-Aziz                         |

### Półfinały
(do 3 zwycięstw)
| Data                         | Godz.                        | Gospodarz                    | Rezultat                                       | Gość                     | Widzów                | MVP                   |
| ---------------------------- | ---------------------------- | ---------------------------- | ---------------------------------------------- | ------------------------ | --------------------- | --------------------- |
| Sir Safety Conad Perugia (1) | Sir Safety Conad Perugia (1) | Sir Safety Conad Perugia (1) | 3 – 0                                          | (4) Vero Volley Monza    | (4) Vero Volley Monza | (4) Vero Volley Monza |
| 27.03.2021                   | 20:15                        | Sir Safety Conad Perugia     | 3:2 (21:25, 25:21, 25:19, 23:25, 15:12) Raport | Vero Volley Monza        |                       | Massimo Colaci        |
| 31.03.2021                   | 18:00                        | Vero Volley Monza            | 1:3 (22:25, 25:22, 29:31, 19:25) Raport        | Sir Safety Conad Perugia |                       | Sebastian Solé        |
| 04.04.2021                   | 18:00                        | Sir Safety Conad Perugia     | 3:0 (25:19, 25:21, 25:21) Raport               | Vero Volley Monza        |                       | Sebastian Solé        |
| Cucine Lube Civitanova (2)   | Cucine Lube Civitanova (2)   | Cucine Lube Civitanova (2)   | 3 – 1                                          | (3) Itas Trentino        | (3) Itas Trentino     | (3) Itas Trentino     |
| 28.03.2021                   | 18:00                        | Cucine Lube Civitanova       | 2:3 (25:23, 21:25, 25:21, 24:26, 12:15) Raport | Itas Trentino            |                       | Ricardo Lucarelli     |
| 01.04.2021                   | 20:00                        | Itas Trentino                | 0:3 (23:25, 23:25, 17:25) Raport               | Cucine Lube Civitanova   |                       | Ricardo Lucarelli     |
| 04.04.2021                   | 18:15                        | Cucine Lube Civitanova       | 3:1 (25:27, 25:22, 25:17, 25:21) Raport        | Itas Trentino            |                       | Joandry Leal          |
| 07.04.2021                   | 20:30                        | Itas Trentino                | 0:3 (19:25, 23:25, 23:25) Raport               | Cucine Lube Civitanova   |                       | Osmany Juantorena     |

### Finał
(do 3 zwycięstw)
| Data                         | Godz.                        | Gospodarz                    | Rezultat                                       | Gość                       | Widzów                     | MVP                        |
| ---------------------------- | ---------------------------- | ---------------------------- | ---------------------------------------------- | -------------------------- | -------------------------- | -------------------------- |
| Sir Safety Conad Perugia (1) | Sir Safety Conad Perugia (1) | Sir Safety Conad Perugia (1) | 1 – 3                                          | (2) Cucine Lube Civitanova | (2) Cucine Lube Civitanova | (2) Cucine Lube Civitanova |
| 14.04.2021                   | 17:30                        | Sir Safety Conad Perugia     | 1:3 (23:25, 25:22, 20:25, 20:25) Raport        | Cucine Lube Civitanova     |                            | Osmany Juantorena          |
| 18.04.2021                   | 18:00                        | Cucine Lube Civitanova       | 2:3 (25:21, 21:25, 25:27, 25:23, 12:15) Raport | Sir Safety Conad Perugia   |                            | Wilfredo León              |
| 21.04.2021                   | 20:30                        | Sir Safety Conad Perugia     | 0:3 (20:25, 18:25, 14:25) Raport               | Cucine Lube Civitanova     |                            |                            |
| 24.04.2021                   | 18:00                        | Cucine Lube Civitanova       | 3:1 (25:20, 25:22, 21:25, 25:21) Raport        | Sir Safety Conad Perugia   |                            |                            |

## Mecze o 5 miejsce

### Faza grupowa
| Lp. | Drużyna                              | Pkt | Mecze | Mecze | Mecze | Rodzaj wyniku | Rodzaj wyniku | Rodzaj wyniku | Rodzaj wyniku | Rodzaj wyniku | Rodzaj wyniku | Sety | Sety | Sety  | Małe punkty | Małe punkty | Małe punkty |
| Lp. | Drużyna                              | Pkt | M     | W     | P     | 3:0           | 3:1           | 3:2           | 2:3           | 1:3           | 0:3           | wyg. | prz. | stos. | zdob.       | str.        | stos.       |
| --- | ------------------------------------ | --- | ----- | ----- | ----- | ------------- | ------------- | ------------- | ------------- | ------------- | ------------- | ---- | ---- | ----- | ----------- | ----------- | ----------- |
| 1   | Gas Sales Bluenergy Piacenza         | 16  | 7     | 6     | 1     | 2             | 2             | 2             | 0             | 1             | 0             | 19   | 9    | 2.11  | 0           | 0           | MAX         |
| 2   | Allianz Milano                       | 16  | 7     | 6     | 1     | 2             | 2             | 2             | 0             | 0             | 1             | 18   | 9    | 2     | 0           | 0           | MAX         |
| 3   | NBV Werona                           | 12  | 7     | 4     | 3     | 2             | 1             | 1             | 1             | 2             | 0             | 16   | 12   | 1.33  | 0           | 0           | MAX         |
| 4   | Leo Shoes Modena                     | 12  | 7     | 4     | 3     | 1             | 2             | 1             | 1             | 1             | 1             | 15   | 13   | 1.15  | 0           | 0           | MAX         |
| 5   | Consar Rawenna                       | 10  | 7     | 3     | 4     | 1             | 1             | 1             | 2             | 1             | 1             | 14   | 15   | 0.93  | 0           | 0           | MAX         |
| 6   | Top Volley Cisterna                  | 8   | 7     | 2     | 5     | 1             | 0             | 1             | 3             | 1             | 1             | 13   | 17   | 0.76  | 0           | 0           | MAX         |
| 7   | Kioene Padwa                         | 7   | 7     | 2     | 5     | 2             | 0             | 0             | 1             | 3             | 1             | 11   | 15   | 0.73  | 0           | 0           | MAX         |
| 8   | Tonno Callipo Calabria Vibo Valentia | 3   | 7     | 1     | 6     | 0             | 1             | 0             | 0             | 0             | 6             | 3    | 19   | 0.16  | 0           | 0           | MAX         |

Źródło: 
Punktacja: 3:0 i 3:1 – 3 pkt; 3:2 – 2 pkt; 2:3 – 1 pkt; 1:3 i 0:3 – 0 pkt
Zasady ustalania kolejności: 1. liczba punktów; 2. liczba zwycięstw; 3. stosunek setów; 4. stosunek małych punktów; 5. bilans w bezpośrednich meczach
     faza finałowa
| Data       | Godz. | Gospodarz                            | Rezultat                                     | Gość                                 | Widzów | MVP                |
| ---------- | ----- | ------------------------------------ | -------------------------------------------- | ------------------------------------ | ------ | ------------------ |
| 1. KOLEJKA |       |                                      |                                              |                                      |        |                    |
| 27.03.2021 | 18:00 | Gas Sales Bluenergy Piacenza         | 3:2 27:29, 21:25, 25:22, 25:15, 15:8 Raport  | NBV Werona                           |        | Georg Grozer       |
| 28.03.2021 | 17:00 | Leo Shoes Modena                     | 2:3 23:25, 25:23, 25:14, 20:25, 17:19 Raport | Consar Rawenna                       |        | Francesco Recine   |
| 28.03.2021 | 18:00 | Top Volley Cisterna                  | 3:0 25:12, 25:18, 25:18 Raport               | Tonno Callipo Calabria Vibo Valentia |        | Kévin Tillie       |
| 28.03.2021 | 19:00 | Allianz Milano                       | 3:2 16:25, 25:20, 22:25, 25:17, 15:9 Raport  | Kioene Padwa                         |        | Stephen Maar       |
| 2. KOLEJKA |       |                                      |                                              |                                      |        |                    |
| 31.03.2021 | 17:00 | Tonno Callipo Calabria Vibo Valentia | 3:1 25:23, 25:23, 16:25, 25:18 Raport        | NBV Werona                           |        | Francesco Corrado  |
| 31.03.2021 | 18:00 | Allianz Milano                       | 3:2 25:22, 25:22, 18:25, 35:37, 15:13 Raport | Top Volley Cisterna                  |        | Leandro Mosca      |
| 31.03.2021 | 19:00 | Gas Sales Bluenergy Piacenza         | 3:0 25:18, 25:20, 25:19 Raport               | Leo Shoes Modena                     |        | Oleg Antonow       |
| 31.03.2021 | 20:00 | Consar Rawenna                       | 3:1 25:19, 21:25, 25:23, 25:17 Raport        | Kioene Padwa                         |        | Francesco Recine   |
| 3. KOLEJKA |       |                                      |                                              |                                      |        |                    |
| 03.04.2021 | 17:00 | Leo Shoes Modena                     | 1:3 22:25, 20:25, 27:25, 24:26 Raport        | Allianz Milano                       |        |                    |
| 03.04.2021 | 18:00 | Kioene Padwa                         | 3:0 25:22, 27:25, 25:19 Raport               | Tonno Callipo Calabria Vibo Valentia |        | Mattia Gottardo    |
| 04.04.2021 | 18:00 | Top Volley Cisterna                  | 2:3 13:25, 25:20, 22:25, 27:25, 9:15 Raport  | Gas Sales Bluenergy Piacenza         |        | Michal Finger      |
| 04.04.2021 | 19:00 | NBV Werona                           | 3:2 20:25, 25:23, 22:25, 25:21, 15:12 Raport | Consar Rawenna                       |        |                    |
| 4. KOLEJKA |       |                                      |                                              |                                      |        |                    |
| 07.04.2021 | 19:30 | NBV Werona                           | 3:0 25:19, 25:20, 25:22 Raport               | Kioene Padwa                         |        |                    |
| 08.04.2021 | 18:00 | Tonno Callipo Calabria Vibo Valentia | 0:3 17:25, 20:25, 25:27 Raport               | Leo Shoes Modena                     |        | Paul Buchegger     |
| 08.04.2021 | 18:00 | Gas Sales Bluenergy Piacenza         | 1:3 17:25, 27:25, 14:25, 15:25 Raport        | Allianz Milano                       |        | Yūki Ishikawa      |
| 08.04.2021 | 19:00 | Consar Rawenna                       | 2:3 23:25, 25:23, 25:23, 28:30, 16:18 Raport | Top Volley Cisterna                  |        | Giulio Sabbi       |
| 5. KOLEJKA |       |                                      |                                              |                                      |        |                    |
| 10.04.2021 | 18:00 | Kioene Padwa                         | 3:0 25:17, 25:19, 25:15 Raport               | Top Volley Cisterna                  |        | Leonardo Ferrato   |
| 11.04.2021 | 17:00 | Tonno Callipo Calabria Vibo Valentia | 0:3 20:25, 20:25, 20:25 Raport               | Gas Sales Bluenergy Piacenza         |        | Oleg Antonow       |
| 11.04.2021 | 17:00 | Leo Shoes Modena                     | 3:1 19:25, 25:23, 25:23, 25:21 Raport        | NBV Werona                           |        | Paul Buchegger     |
| 12.04.2021 | 17:00 | Allianz Milano                       | 3:0 25:19, 25:23, 25:18 Raport               | Consar Rawenna                       |        | Riccardo Sbertoli  |
| 6. KOLEJKA |       |                                      |                                              |                                      |        |                    |
| 14.04.2021 | 17:00 | Top Volley Cisterna                  | 2:3 29:27, 24:26, 25:21, 23:25, 15:17 Raport | Leo Shoes Modena                     |        | Micah Christenson  |
| 14.04.2021 | 19:00 | Consar Rawenna                       | 3:0 25:23, 25:22, 25:18 Raport               | Tonno Callipo Calabria Vibo Valentia |        |                    |
| 15.04.2021 | 19:00 | Allianz Milano                       | 0:3 19:25, 17:25, 11:25 Raport               | NBV Werona                           |        |                    |
| 15.04.2021 | 19:30 | Kioene Padwa                         | 1:3 25:23, 18:25, 19:25, 19:25 Raport        | Gas Sales Bluenergy Piacenza         |        | Michal Finger      |
| 7. KOLEJKA |       |                                      |                                              |                                      |        |                    |
| 18.04.2021 | 18:00 | Tonno Callipo Calabria Vibo Valentia | 0:3 28:30, 18:25, 20:25 Raport               | Allianz Milano                       |        | Yūki Ishikawa      |
| 18.04.2021 | 18:00 | Gas Sales Bluenergy Piacenza         | 3:1 27:29, 25:19, 25:20, 26:24 Raport        | Consar Rawenna                       |        | Michele Baranowicz |
| 18.04.2021 | 18:00 | Leo Shoes Modena                     | 3:1 25:19, 25:21, 22:25, 25:21 Raport        | Kioene Padwa                         |        |                    |
| 18.04.2021 | 18:00 | NBV Werona                           | 3:1 25:23, 19:25, 28:26, 32:30 Raport        | Top Volley Cisterna                  |        |                    |

### Faza finałowa
Drabinka
|  |           |                              |           |                  |   |       |                |       |
|  | Półfinały | Półfinały                    | Półfinały |                  |   | Finał | Finał          | Finał |
|  | Półfinały | Półfinały                    | Półfinały |                  |   | Finał | Finał          | Finał |
|  |           |                              |           |                  |   |       |                |       |
|  |           |                              |           |                  |   |       |                |       |
|  | 1         | Gas Sales Bluenergy Piacenza | 0         |                  |   |       |                |       |
|  | 1         | Gas Sales Bluenergy Piacenza | 0         |                  |   |       |                |       |
|  | 4         | Leo Shoes Modena             | 3         |                  |   |       |                |       |
|  | 4         | Leo Shoes Modena             | 3         |                  |   | 2     | Allianz Milano | 1     |
|  |           |                              |           |                  |   | 2     | Allianz Milano | 1     |
|  |           |                              | 4         | Leo Shoes Modena | 3 |       |                |       |
|  | 2         | Allianz Milano               | 4         | Leo Shoes Modena | 3 | 3     |                |       |
|  | 2         | Allianz Milano               |           |                  |   |       |                |       |
|  | 3         | NBV Werona                   | 1         |                  |   |       |                |       |
|  | 3         | NBV Werona                   | 1         |                  |   |       |                |       |
|  |           |                              |           |                  |   |       |                |       |

| Data       | Godz. | Gospodarz                    | Rezultat                              | Gość             | Widzów | MVP |
| ---------- | ----- | ---------------------------- | ------------------------------------- | ---------------- | ------ | --- |
| Półfinały  |       |                              |                                       |                  |        |     |
| 22.04.2021 | 18:00 | Gas Sales Bluenergy Piacenza | 0:3 21:25, 16:25, 21:25 Raport        | Leo Shoes Modena |        |     |
| 22.04.2021 | 19:00 | Allianz Milano               | 3:1 22:25, 25:20, 25:20, 25:20 Raport | NBV Werona       |        |     |
| Finał      |       |                              |                                       |                  |        |     |
| 25.04.2021 | 18:00 | Allianz Milano               | 1:3 25:16, 20:25, 20:25, 15:25 Raport | Leo Shoes Modena |        |     |

## Transfery
| Cucine Lube Civitanova | Cucine Lube Civitanova |
| Przychodzą | Odchodzą |
| --- | --- |
| - Luciano De Cecco (Sir Safety Conad Perugia) - Jan Hadrava (Indykpol AZS Olsztyn) - Marlon Yant Herrera (Chaumont VB 52 Haute-Marne) - Marco Falaschi (Emma Villas Aubay Siena) - Jacopo Larizza (Kemas Lamipel Santa Croce) | - Mateusz Bieniek (PGE Skra Bełchatów) - Bruno Rezende (Funvic Taubaté) - Amir Ghafur (szuka klubu) - Stijn D’Hulst (Knack Roeselare) - Jacopo Massari (Solhan Spor Kulübü) |

| Leo Shoes Modena | Leo Shoes Modena |
| Przychodzą | Odchodzą |
| --- | --- |
| - Jenia Grebennikov (Itas Trentino) - Moritz Karlitzek (Top Volley Cisterna) - Nemanja Petrić (Allianz Milano) - Dragan Stanković (Gas Sales Bluenergy Piacenza) - Daniele Lavia (Consar Rawenna) - Luca Vettori (Itas Trentino) - Paolo Porro (Volley Treviso) | - Bartosz Bednorz (Zenit Kazań) - Matthew Anderson (Fudan University Shanghai) - Maxwell Holt (Vero Volley Monza) - Denis Kaliberda (szuka klubu) - Ivan Zaytsev (Kuzbass Kemerowo) - Salvatore Rossini (Itas Trentino) - Giulio Pinali (Consar Rawenna) - Andrea Truocchio (Emma Villas Aubay Siena) - Nicola Salsi (Emma Villas Aubay Siena) |
| w trakcie sezonu | |
| - Paul Buchegger (od 20.11.2020) | |

| Sir Safety Conad Perugia | Sir Safety Conad Perugia |
| Przychodzą | Odchodzą |
| --- | --- |
| - Sebastian Solé (NBV Werona) - Sharone Vernon-Evans (Consar Rawenna) - Thijs ter Horst (Consar Rawenna) - Jan Zimmermann (Greenyard Maaseik) - David Sossenheimer (MKS Będzin) - Dragan Travica (Kioene Padwa) | - Luciano De Cecco (Cucine Lube Civitanova) - Marko Podraščanin (Itas Trentino) - Sjoerd Hoogendoorn (Draisma Dynamo Apeldoorn) - Robert Täht (Asseco Resovia Rzeszów) - Tsimafei Zhukouski (Fakieł Nowy Urengoj) - Filippo Lanza (Vero Volley Monza) |
| w trakcie sezonu | |
| - Maciej Muzaj (od 08.02.2021) (Ural Ufa) | |

| Itas Trentino | Itas Trentino |
| Przychodzą | Odchodzą |
| --- | --- |
| - Ricardo Lucarelli (Funvic Taubaté) - Nimir Abdel-Aziz (Allianz Milano) - Marko Podraščanin (Sir Safety Conad Perugia) - Dick Kooy (Gas Sales Bluenergy Piacenza) - Salvatore Rossini (Leo Shoes Modena) - Andrea Argenta (Peimar Calci) - Lorenzo Cortesia (Consar Rawenna) - Lorenzo Sperotto (Roma Volley) | - Jenia Grebennikov (Leo Shoes Modena) - Aaron Russell (Gas Sales Bluenergy Piacenza) - Klemen Čebulj (Asseco Resovia Rzeszów) - Uroš Kovačević (Beijing Volleyball) - Mitar Dzurits (ACH Volley Lublana) - Luca Vettori (Leo Shoes Modena) - Davide Candellaro (Gas Sales Bluenergy Piacenza) - Nicola Daldello (Allianz Milano) - Lorenzo Codarin (Banca Alpi Marittime Acqua S.Bernardo Cuneo) |

| Allianz Milano | Allianz Milano |
| Przychodzą | Odchodzą |
| --- | --- |
| - Jean Patry (Top Volley Cisterna) - Yūki Ishikawa (Kioene Padwa) - Stephen Maar (Dinamo Moskwa) - Luan Weber (Sada Cruzeiro Vôlei) - Nicola Daldello (Itas Trentino) - Leandro Mosca (Peimar Calci) - Matteo Staforini - Matteo Meschiari | - Nimir Abdel-Aziz (Itas Trentino) - Trévor Clévenot (Gas Sales Bluenergy Piacenza) - Aleksandar Okolić (Olympiakos SFP) - Nemanja Petrić (Leo Shoes Modena) - Linus Weber (VfB Friedrichshafen) - Aimone Alletti (Prisma Volley Taranto) - Fabrizio Gironi (Prisma Volley Taranto) - Nicoló Hoffer (Prisma Volley Taranto) - Marco Izzo (Gas Sales Bluenergy Piacenza) |
| w trakcie sezonu | |
| - Tine Urnaut (od 26.11.2020) (Fudan University Shanghai) | |

| Consar Rawenna | Consar Rawenna |
| Przychodzą | Odchodzą |
| --- | --- |
| - Eric Loeppky (Trinity Western Spartans) - Brandon Koppers (Tourcoing LM) - Rafael Redwitz (Narbonne Volley) - Martins Arasomwan (Synergy Mondovì) - Ludovico Giuliani (goEnergy Corigliano-Rossano) - Stefano Mengozzi (Tonno Callipo Calabria Vibo Valentia) - Giulio Pinali (Leo Shoes Modena) - Paolo Zonca (Nantes Rezé Métropole Volley) | - Sharone Vernon-Evans (Sir Safety Conad Perugia) - Thijs ter Horst (Sir Safety Conad Perugia) - Roamy Alonso (Chaumont VB 52 Haute-Marne) - Daniele Lavia (Leo Shoes Modena) - Oreste Cavuto (Top Volley Cisterna) - Davide Saitta (Tonno Callipo Calabria Vibo Valentia) - Lorenzo Cortesia (Itas Trentino) - Matteo Bortolozzo (Tinet Prata di Pordenone) - Stefano Marchini (szuka klubu) |

| Kioene Padwa | Kioene Padwa |
| Przychodzą | Odchodzą |
| --- | --- |
| - Jacopo Cuttini (I trener) (Tinet Prata di Pordenone) - Wojciech Włodarczyk (Cerrad Enea Czarni Radom) - Kawika Shoji (Asseco Resovia Rzeszów) - Tonček Štern (Halkbank Ankara) - Sebastiano Milan (Emma Villas Aubay Siena) - Marco Vitelli (Tonno Callipo Calabria Vibo Valentia) - Pietro Merlo - Mattia Gottardo - Leonardo Ferrato | - Valerio Baldovin (I trener) (Tonno Callipo Calabria Vibo Valentia) - Ryley Barnes (szuka klubu) - Fernando Hernández Ramos (Halkbank Ankara) - Yūki Ishikawa (Allianz Milano) - Alberto Polo (Gas Sales Bluenergy Piacenza) - Dragan Travica (Sir Safety Conad Perugia) - Luigi Randazzo (Top Volley Cisterna) - Francesco Cottarelli (Prisma Volley Taranto) - Nicolò Bassanello (Volley Team San Donà di Piave) |
| w trakcie sezonu | |
| - Alexander Tusch (od 03.02.2021) (Saaremaa VK) | |

| NBV Werona | NBV Werona |
| Przychodzą | Odchodzą |
| --- | --- |
| - Thomas Jaeschke (powrót po kontuzji) - Aleksandr Kimierow (Fakieł Nowy Urengoj) - Milan Peslac (Top Volley Cisterna) - Edoardo Caneschi (Globo Banca Popolare del Frusinate Sora) - Giulio Magalini (UniTrento) | - Bartłomiej Kluth (ZAKSA Kędzierzyn-Koźle) - Sebastian Solé (Sir Safety Conad Perugia) - Garrett Muagututia (Aluron CMC Warta Zawiercie) - Jennings Franciskovic (szuka klubu) - Corey Chavers (szuka klubu) - Enrico Cester (Tonno Callipo Calabria Vibo Valentia) - Emanuele Birarelli (zakończenie kariery) - Federico Marretta (Rinascita Lagonegro) |
| w trakcie sezonu | |
| - Aidan Zingel (od 27.02.2021) - Mads Kyed Jensen (od 21.11.2020) (UCLA Bruins) | - Stéphen Boyer (do 12.11.2020) (Al Arabi Ad-Dauha) - Aleksandr Kimierow (do 27.11.2020) |

| Vero Volley Monza | Vero Volley Monza |
| Przychodzą | Odchodzą |
| --- | --- |
| - Maxwell Holt (Leo Shoes Modena) - Adis Lagumdzija (Arkas Spor Izmir) - Uładzisłau Dawiskiba (Stroitiel Mińsk) - Filippo Lanza (Sir Safety Conad Perugia) - Davide Brunetti (Tipiesse Cisano Bergamasco) - Simone Falgari (Diavoli Powervolley) | - Bartosz Kurek (Wolf Dogs Nagoya) - Yacine Louati (Jastrzębski Węgiel) - Wiktor Josifow (Cerrad Enea Czarni Radom) - Paul Buchegger (szuka klubu) - Riccardo Goi (Prisma Volley Taranto) - Riccardo Capelli (Aurispa Libellula Lecce) |
| w trakcie sezonu | |
| - Mateusz Poręba (Indykpol AZS Olsztyn) | - Marko Sedlaček (do 03.12.2020) (szuka klubu) |

| Gas Sales Bluenergy Piacenza | Gas Sales Bluenergy Piacenza |
| Przychodzą | Odchodzą |
| --- | --- |
| - Lorenzo Bernardi (I trener) - Georg Grozer (Zenit Petersburg) - Aaron Russell (Itas Trentino) - James Shaw (Narbonne Volley) - Trévor Clévenot (Allianz Milano) - Raydel Hierrezuelo Aguirre (Ziraat Bankası Ankara) - Oleg Antonow (Galatasaray Stambuł) - Alberto Polo (Kioene Padwa) - Davide Candellaro (Itas Trentino) - Marco Izzo (Allianz Milano) | - Andrea Gardini (I trener) (szuka klubu) - Maximiliano Cavanna (Aluron CMC Warta Zawiercie) - Petar Krsmanović (Kuzbass Kemerowo) - Dragan Stanković (Leo Shoes Modena) - Alexander Berger (Halkbank Ankara) - Igor Yudin (Emma Villas Aubay Siena) - Dick Kooy (Itas Trentino) - Gabriele Nelli (Biełogorje Biełgorod) - Alessandro Fei (zakończenie kariery) - Matteo Pistolesi (Banca Alpi Marittime Acqua S.Bernardo Cuneo) - Riccardo Copelli (Kemas Lamipel Santa Croce) - Matteo Paris (szuka klubu) |
| w trakcie sezonu | |
| - Mohammad Musawi (od 24.10.2020) (Saipa Alborz) - Michal Finger (od 02.12.2020) (Al Arabi Ad-Dauha) - Michele Baranowicz (od 15.10.2020) (Tonno Callipo Calabria Vibo Valentia) | - James Shaw (do 30.11.2020) (szuka klubu) |

| Top Volley Cisterna | Top Volley Cisterna |
| Przychodzą | Odchodzą |
| --- | --- |
| - Tobias Krick (United Volleys Frankfurt) - Kévin Tillie (Verva Warszawa Orlen Paliwa) - Georgi Seganow (Halkbank Ankara) - Oreste Cavuto (Consar Rawenna) - Luigi Randazzo (Kioene Padwa) - Giulio Sabbi (Fudan University Shanghai) | - Jean Patry (Allianz Milano) - Moritz Karlitzek (Leo Shoes Modena) - Ezequiel Palacios (Montpellier UC) - Maarten Van Garderen (Ziraat Bankası Ankara) - Milan Peslac (NBV Werona) - Alberto Elia (SBV Galatina) |

| Tonno Callipo Calabria Vibo Valentia | Tonno Callipo Calabria Vibo Valentia |
| Przychodzą | Odchodzą |
| --- | --- |
| - Valerio Baldovin (I trener) (Kioene Padwa) - Thibault Rossard (Fenerbahçe SK) - Petar Đirlić (ACH Volley Lublana) - Victor Cardoso (SESI São Paulo) - Enrico Cester (NBV Werona) - Davide Saitta (Consar Rawenna) - Dante Chakravorti (Aurispa Alessano) - Giovanni Gargiulo (Materdominivolley.it Castellana Grotte) - Francesco Corrado (Rinascita Lagonegro) - Andrea Fioretti | - Juan Manuel Cichello (I trener) (Al Arabi Ad-Dauha) - Simon Hirsch (Narbonne Volley) - Timothée Carle (Berlin Recycling Volleys) - Swan N’Gapeth (Stade Poitiers) - Michele Baranowicz (Gas Sales Bluenergy Piacenza) - Stefano Mengozzi (Consar Rawenna) - Marco Vitelli (Kioene Padwa) - Marco Pierotti (Agnelli Tipiesse Bergamo) - Sebastiano Marsili (Maury's Com Cavi Tuscania) |
| w trakcie sezonu | |
| - Julien Lyneel (od 28.10.2020) (Jastrzębski Węgiel) | - Julien Lyneel (do 09.12.2020) |